# Gora Odnobokaja
Gora Odnobokaja är ett berg i Antarktis. Det ligger i Östantarktis. Australien gör anspråk på området. Toppen på Gora Odnobokaja är 1 064 meter över havet.
Terrängen runt Gora Odnobokaja är huvudsakligen lite kuperad.  Trakten är obefolkad. Det finns inga samhällen i närheten.